# Wrexham Football Club 1972-1973
Questa voce raccoglie le informazioni riguardanti il Wrexham Football Club nelle competizioni ufficiali della stagione 1972-1973.

## Stagione
La squadra partecipa al campionato di terza serie concluso al 12º posto.
La squadra partecipa anche alla Coppa delle Coppe uscendo agli ottavi di finale per mano degli jugoslavi dell'Hajduk Spalato per la regola dei gol fuori casa.

## Rosa
| N. |                        | Ruolo | Calciatore           |
| -- | ---------------------- | ----- | -------------------- |
|    | Inghilterra (bandiera) | P     | David Gaskell        |
|    | Galles (bandiera)      | P     | Brian Lloyd          |
|    | Inghilterra (bandiera) | D     | Billy Ashcroft       |
|    | Galles (bandiera)      | D     | Gareth Davies        |
|    | Galles (bandiera)      | D     | Michael Graham Evans |
|    | Inghilterra (bandiera) | D     | David Fogg           |
|    | Galles (bandiera)      | D     | Joey Jones           |
|    | Inghilterra (bandiera) | D     | Stuart Mason         |
|    | Inghilterra (bandiera) | D     | Eddie May            |

| N. |                        | Ruolo | Calciatore       |
| -- | ---------------------- | ----- | ---------------- |
|    | Galles (bandiera)      | C     | Arfon Griffiths  |
|    | Galles (bandiera)      | C     | Michael McBurney |
|    | Inghilterra (bandiera) | C     | Melvyn Sutton    |
|    | Galles (bandiera)      | C     | Mickey Thomas    |
|    | Galles (bandiera)      | A     | Roger Mostyn     |
|    | Galles (bandiera)      | A     | David Smallman   |
|    | Inghilterra (bandiera) | A     | Brian Tinnion    |
|    | Inghilterra (bandiera) | A     | Graham Whittle   |